# Kokopo

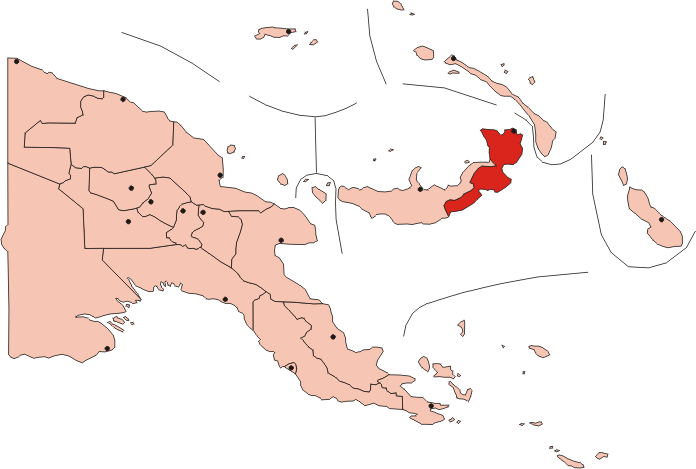
Översiktskarta

Kokopo är huvudort i East New Britain provinsen i Papua Nya Guinea i Stilla havet.

## Staden
Kokopo är belägen på ön Niu Briten i Bismarckarkipelagen och ligger på öns nordöstra del vid Karavia Bay (del av Blanche Bay) på Gazelle halvön och har ca 21.000 invånare. De geografiska koordinaterna är 4º20' S och 152º16' Ö. Den ligger på gränsen mellan två tektoniska plattor South Bismarck microplate och North Bismarck microplate 1 och i närheten ligger flera vulkaner.
Den växande staden har förutom förvaltningsbyggnader även ett litet sjukhus, ett postkontor, flera banker, shoppinggallerior och affärer och några hotel. Kokopo Museum visar lokal kultur och krigsminnen.
Stadens flygplats är den nybyggda Tokua (flygplatskod "RAB") och ligger ca 15 km öster om centrum.

## Historia
Den tidigare småindustristaden grundades när området hamnade under tysk överhöghet 1884 som del i Tyska Nya Guinea och hette då Herbertshöhe. Staden var mellan åren 1899 - 1910 huvudort för hela Tyska Guinea.
Efter första världskriget hamnade Kokopo och hela ön under australiensisk förvaltning.
1942 till 1943 ockuperades hela ön av Japan men återgick sedan till australiensisk förvaltningsmandat tills Papua Nya Guinea blev självständigt 1975.
Staden blev huvudort för provinsen 1994 när den tidigare huvudorten Rabaul 20 km nordväst på andra sidan viken drabbades av ett stort vulkanutbrott. Befolkningen flyttade från Rabaul vilket ledde till att den tidigare grannorten Vunamami nu växt ihop med Kokopo.